# Otto Wilhelm Schneider
Otto Wilhelm Schneider (* 7. August 1896 in Brackel; † 7. März 1975 in Buchholz) war ein deutscher Politiker (DP).
Schneider besuchte die Volksschule und im Anschluss die Landwirtschaftsschule in Lüneburg. Von 1916 bis 1918 war er im Ersten Weltkrieg eingesetzt. Im Jahr 1925 übernahm er den Landwirtschaftsbetrieb seines Vaters. Nach dem Zweiten Weltkrieg wurde er 1946 Bürgermeister der Gemeinde Brackel. Er war Vorsitzender der Kreisabteilung Harburg des Niedersächsischen Landgemeindetages. Außerdem war er Mitglied des ernannten und des gewählten Kreistages von Harburg-Land. In der ersten Wahlperiode gehörte er dem Niedersächsischen Landtag an. Dabei war er ab dem 28. März 1951 Mitglied der DP/CDU-Fraktion. Von 1956 bis 1961 war er Landrat des Landkreises Harburg.